# NAKED BOYZ
NAKED BOYZ（ネイキッド ボーイズ）は、2010年8月から2015年8月まで活動していた日本の俳優集団。ネイキッドボーイズとカタカナ表記であることが多い。
2010年8月、16歳から30歳までの俳優総勢44名がオーディションによって選ばれ、所属事務所の垣根を越えた「日本最大級のイケメン俳優集団」として結成され、舞台公演を中心に活動した。
企画・プロデュースは放送作家・脚本家・演出家のカニリカ。キョードーファクトリーとカニリカが代表を務める「合同会社NBO」が運営した。。
2015年8月、メンバー全員の卒業をもって活動休止となった。

## 概要
結成時のコンセプトは「そこに行けばいつでも会える！ いつでも情報が手に入る」。俳優活動にとどまらず、ブログやイベントなどで「応援をしてくれるファン1人1人を大切にし、存在を身近に感じてもらうこと」を目指している。
各メンバーの芸歴は新人から長いキャリアを持つ者まで様々で、子役やキッズタレント出身者、アイドルグループ在籍経験者なども数名いる。カニリカは結成に関して、「『ミュージカル・テニスの王子様』や特撮ヒーロー物に出演した俳優が知名度を上げても、その後ただ消費されるだけの存在になる。一発屋的な存在に甘んじるのではなく、年齢を重ねて多少容姿が衰えても生き残れる俳優を育てていく場所が必要。」などと語っている。
結成当初は、「新宿のライブスペース・新宿FACEを拠点に年3、4回の本公演を行い、その他にダンス・朗読・エチュードなどのパフォーマンス披露を行う」と発表されていたが、新宿FACEでは第1回と第2回の本公演以外の活動は特に行われなかった。2012年以降は、別の会場で公演やイベントを行っている。
「40人を超える大所帯」「ホームとする劇場がある」「メンバーの所属事務所が別々」などの共通点から、一部で「男性版AKB48」と扱われたことがあるが、カニリカは俳優ユニットであることを強調している。在籍人数は結成時の44名が最多。

## 経歴
2010年
- 8月19日、結成記者会見を開く。応援団長としてはるな愛が参加[5]。
- 8月20日、スタッフブログが開始され、本格始動となる。
- 11月5日 - 7日、旗揚げ公演『ハマリマン』上演。
- 12月23日、ニコニコ生放送『ネイキッドボーイズちゃんねる』がスタート、初回はスペースシャワーTV THE DINERにて公開生放送が行われる。ゲストMCは大河元気[11]。
- 12月31日、7名が卒業[12]（そのうち6名はスターダストプロモーションの所属）。

2011年
- 1月24日、新メンバー（2期）7名の加入を発表[13]。
- 2月11日、ポニーキャニオン本社において初のファンイベントを開催、新メンバーの披露会見も行われた[8][14]。
- 3月15日、東北地方太平洋沖地震による影響を考慮し、同月19日から上演予定であった本公演第2弾『BADMAN』の公演延期を発表[15]。
- 5月5日、代々木公園野外ステージにて行われた東日本復興チャリティーイベント『ACTION for NIPPON』に25名が出演。
- 5月14日、『ネイキッドボーイズショートムービーvol.1』制作報告記者会見を行う。共演者のAKB48メンバー・藤江れいならも出席し、会見の中でNAKED BOYZがAKB48のような大所帯であるという話題にも触れられた[16][17]。
- 7月2日、ヨシモト∞ホールにてブロードキャストやパンサーらよしもと芸人とのコラボイベント『イケメン☆パラダイス?〜笑いざかりの君たちへ〜』を開催、以後も数度行われた。
- 7月16日、『ネイキッドボーイズショートムービーvol.1』公開。
- 7月29日 - 31日、本公演第2弾『BADMAN』上演。
- 8月31日、9名が卒業。イトーカンパニーグループの所属者全員が「方向性の違い」を理由に脱退となる。
- 9月6日、アメーバスタジオプレミアムでレギュラー放送『ネイキッドボーイズスタジオ』が始まる。
- 12月31日、5名が離籍。うち1名は「卒業」、4名は「脱退」とした[18]。

2012年
- 2月17日、新メンバー（3期）4名の加入を発表[19]。
- 3月6日 - 14日、第3弾公演『神☆ヴォイス 〜Go!Go!Dreamers!!〜』上演。
- 4月17日、NOTTVでレギュラー番組『美男子界』が始まる。
- 6月27日、ファンクラブの発足を発表。同時に4名が年内で卒業することを（ファンクラブ活動に参加しないことを表明するために）発表[20]。
- 8月29日、浅草花やしきにてファンクラブ結成イベントを行う。
- 9月10日、メンバーの篠谷聖が逮捕されたことが報道され、同日付で篠谷を除名処分。グループ全体のレギュラー活動や今後の公演等には変更がないことを発表[21]。
- 10月10日 - 14日、第4弾公演『青木さん家の奥さん』上演。
- 12月31日、4名が卒業。

2013年
- 1月18日、新メンバー（4期）7名と、1年間の活動の後認められた場合に正規メンバーとなる研究生2名の加入を発表[22]。
- 2月11日、ファンイベントを開催。同日に新メンバー披露と第5弾公演『佐川男子』決定の記者発表を行う[23][24]。
- 5月15日 - 19日、第5弾公演『佐川男子』上演。
- 7月11日、リーダーの佐藤峻が12月末で卒業することを発表[25][26]。また同月末付で3名が卒業。
- 8月10日、同日付でリーダが佐藤峻から岩崎孝次に交代となる[27][28]。
- 10月14日 - 18日、第6弾公演『オカマーズ9』上演。
- 12月30日、佐藤峻が卒業[10]、研究生2名が正規メンバーへの昇格を見送られ脱退。

2014年
- 1月8日 - 13日、第7弾公演『佐川男子1&2』上演。
- 6月17日 - 22日、神保町花月・L.A.F.U.との共同公演『神保町花月 × NAKED BOYZ × L.A.F.U. 特別公演「クローゼットZERO」』上演。
- 6月25日、ダンスエクササイズDVD『ダンス with 佐川男子』発売[29]。
- 7月31日、4名が卒業、2名が脱退[30]。
- 12月3日 - 7日、第9弾公演『CHANGING〜二つの行方』上演。

2015年
- 5月13日 - 17日、ラジオドラマの舞台化作品『朗読劇「美男子劇場」』上演。
- 6月15日 - 8月31日をもって全員が卒業し、グループ活動終了予定であると発表[4]。
- 8月31日 - 活動終了。

## メンバー
在籍年齢は16歳から30歳まで、という条件がある。所属事務所を退所した場合は脱退となる（移籍の場合はこの限りではない）。
新メンバーの加入は年に1回のペース。加入時期に合わせて、1期（結成時）・2期（2011年加入）・3期（2012年加入）・4期（2013年加入）、と呼ぶこともある。結成時メンバーは五十音順にNo.0001（飛磨）からNo.0045（与那嶺圭太）まで番号が付き、それ以降の加入者も同様に加入期の五十音順に付けられている。
メンバーは全員アメーバブログ内でNAKED BOYZオフィシャルブログを開設する。それ以前から個別のブログをはじめていた者はそのブログと並行して続けたり、完全に移行したりと対応はそれぞれ（数名、NAKED BOYZオフィシャルブログの方をほとんど使用していない者もいる）。脱退したメンバーのNAKED BOYZオフィシャルブログは閉鎖されるが、2015年の活動休止時まで在籍した者のブログは「NAKED BOYZオフィシャル」という枠組みを外して継続されている。

### 活動休止時のメンバー
五十音順
| 名前     | よみ              | 生年月日      | 加入期 | 所属事務所 （NAKED BOYZ在籍時）       | 備考                                                     |
| -------- | ----------------- | ------------- | ------ | ------------------------------------- | -------------------------------------------------------- |
| 岩崎孝次 | いわさき こうじ   | 1985年2月25日 | 1期    | エヴァーグリーン・クリエイティヴ →NBO | 第2代リーダー                                            |
| 大矢剛康 | おおや たかやす   | 1992年5月28日 | 1期    | 太田プロダクション                    |                                                          |
| 川合智己 | かわい としき     | 1991年8月9日  | 4期    | アールスタイル                        |                                                          |
| 木村優希 | きむら ゆうき     | 1989年7月27日 | 1期    | 太田プロダクション                    | 子役（劇団四季）出身                                     |
| 清水一希 | しみず かずき     | 1990年4月24日 | 1期    | フリップアップ                        |                                                          |
| 高岡裕貴 | たかおか ひろき   | 1990年2月27日 | 4期    | オリオンズベルト                      |                                                          |
| 丹野延一 | たんの えんいち   | 1988年2月1日  | 4期    | アトリエうみ                          |                                                          |
| 仲沢景   | なかざわ けい     | 1985年6月25日 | 1期    | 太田プロダクション                    | メンバー兼演出助手 旧芸名・村松佳 卒業と同時に俳優を引退 |
| 夏川光平 | なつかわ こうへい | 1996年8月29日 | 4期    | アトリエうみ                          | 正規メンバー最年少                                       |
| 夏樹弘   | なつき ひろ       | 1990年4月16日 | 2期    | 町田英子事務所                        |                                                          |
| 服部喜照 | はっとり よしあき | 1988年7月30日 | 3期    | ジャスティスプロダクション            | 元・ビーチボーイズメンバー                               |
| 左光哲   | ひだり みつあき   | 1990年10月7日 | 4期    | オフィスサカイ                        |                                                          |
| 松岡佑季 | まつおか ゆうき   | 1988年5月31日 | 1期    | スターダストプロモーション            |                                                          |
| 森輝弥   | もり てるや       | 1993年4月2日  | 1期    | エヴァーグリーン・クリエイティヴ →NBO |                                                          |
| 山沖勇輝 | やまおき ゆうき   | 1991年3月5日  | 3期    | ヴォーカル                            |                                                          |

### 研究生
| 名前     | よみ              | 生年月日       | 加入期 | 所属事務所        |
| -------- | ----------------- | -------------- | ------ | ----------------- |
| 入江海斗 | いりえ かいと     | 1991年5月14日  | 5期    | アトリエうみ      |
| 亀井賢治 | かめい けんじ     | 1993年7月1日   | 5期    | オリオンズベルト  |
| 増田拓磨 | ますだ たくま     | 1992年10月21日 | 5期    | 町田英子事務所    |
| 森本竜馬 | もりもと りょうま | 1990年9月5日   | 5期    | LINKentertainment |

### 元メンバー
年齢条件による卒業以外は、卒業の理由に触れられることはほとんどない。脱退について特に説明のない者は、所属事務所離籍に伴うもの。加入期の「研」は研究生。
脱退時順
| 名前                      | よみ                  | 生年月日       | 加入期 | 脱退時期   | 卒業/脱退 | 所属事務所 （NAKED BOYZ在籍時） | 備考                                                       |
| ------------------------- | --------------------- | -------------- | ------ | ---------- | --------- | ------------------------------- | ---------------------------------------------------------- |
| 黒川ティム                | くろかわ ティム       | 1991年1月9日   | 1期    | 2010年12月 | 卒業      | スターダストプロモーション      | PrizmaXメンバー                                            |
| 清水大樹                  | しみず だいき         | 1991年7月31日  | 1期    | 2010年12月 | 卒業      | スターダストプロモーション      | PrizmaXメンバー                                            |
| バーンズ勇気              | バーンズ ゆうき       | 1992年12月27日 | 1期    | 2010年12月 | 卒業      | スターダストプロモーション      | PrizmaXメンバー                                            |
| 森崎ウィン                | もりさき ウィン       | 1990年8月20日  | 1期    | 2010年12月 | 卒業      | スターダストプロモーション      | PrizmaXメンバー                                            |
| 塚田健太                  | つかだ けんた         | 1991年4月1日   | 1期    | 2010年12月 | 卒業      | スターダストプロモーション      |                                                            |
| 吉野晃一                  | よしの こういち       | 1994年6月18日  | 1期    | 2010年12月 | 卒業      | スターダストプロモーション      | 結成時最年少メンバー 元・超特急メンバー                    |
| 勇人                      | はやと                | 1982年7月20日  | 1期    | 2010年12月 | 卒業      | イトーカンパニー                |                                                            |
| イム・ジェホン （林載憲） | イム ジェホン         | 1988年5月9日   | 1期    | 2011年1月  | 脱退      | ベルジーエンタテインメント      | 韓国からの徴兵召集のため脱退                               |
| 武末竜治                  | たけまつ りょうじ     | 1986年4月28日  | 1期    | 2011年5月  | 脱退      | トップフライト                  | 芸能界引退につき脱退                                       |
| 落合モトキ                | おちあい モトキ       | 1990年7月11日  | 1期    | 2011年8月  | 卒業      | イトーカンパニー                |                                                            |
| 白水萌生                  | しらみず ほうせい     | 1992年1月24日  | 1期    | 2011年8月  | 卒業      | ラッキーカムカム                | 現・F:maメンバー                                           |
| 辻本優人                  | つじもと ゆうと       | 1992年2月14日  | 1期    | 2011年8月  | 卒業      | ラッキーカムカム                | 現・F:maメンバー                                           |
| 岸田タツヤ                | きしだ タツヤ         | 1992年4月16日  | 1期    | 2011年8月  | 卒業      | メンズブランチ                  |                                                            |
| 武本健嗣                  | たけもと けんし       | 1980年8月27日  | 1期    | 2011年8月  | 卒業      | メンズブランチ                  |                                                            |
| 二宮康                    | にのみや やすし       | 1980年2月20日  | 1期    | 2011年8月  | 卒業      | メンズブランチ                  | 歴代最年長                                                 |
| 斎藤大幹                  | さいとう だいき       | 1987年12月8日  | 1期    | 2011年8月  | 卒業      | ヒラタオフィス                  |                                                            |
| 日和佑貴                  | ひより ゆうき         | 1988年10月4日  | 1期    | 2011年8月  | 卒業      | ヒラタオフィス                  |                                                            |
| 福成就三                  | ふくなり しゅうぞう   | 1989年10月3日  | 1期    | 2011年8月  | 卒業      | ヒラタオフィス                  |                                                            |
| 田上尚樹                  | たのうえ なおき       | 1987年8月27日  | 1期    | 2011年12月 | 脱退      | 太田プロダクション              | 芸能界引退につき脱退                                       |
| 村上雄紀                  | むらかみ ゆうき       | 1990年8月8日   | 1期    | 2011年12月 | 脱退      | 太田プロダクション              | 芸能界引退につき脱退                                       |
| 山岸孝一郎                | やまぎし こういちろう | 1989年8月20日  | 2期    | 2011年12月 | 脱退      | 太田プロダクション              | 芸能界引退につき脱退                                       |
| 藤沢大悟                  | ふじさわ たいご       | 1980年5月21日  | 1期    | 2011年12月 | 卒業      | is                              | 年齢条件による卒業                                         |
| 村松晃輔                  | むらまつ こうすけ     | 1991年12月25日 | 2期    | 2011年12月 | 脱退      | えりオフィス                    | 芸能界引退につき脱退                                       |
| 一宮宏太                  | いちみや こうた       | 1985年6月21日  | 1期    | 2012年2月  | 脱退      | キティ                          |                                                            |
| 金子尚太郎                | かねこ しょうたろう   | 1994年1月20日  | 1期    | 2012年7月  | 脱退      | ぷろじぇくと大和                | 体調不良のため脱退                                         |
| 篠谷聖                    | しのたに ひじり       | 1989年10月3日  | 1期    | 2012年9月  | 除名      | G.P.R                           |                                                            |
| 石毛誓也                  | いしげ せいや         | 1988年7月3日   | 1期    | 2012年11月 | 脱退      | ウェーブマスター                | 芸能界引退につき脱退                                       |
| 仲原裕之                  | なかはら ひろゆき     | 6月5日         | 1期    | 2012年12月 | 卒業      | スタジオライフ                  |                                                            |
| 三上俊                    | みかみ しゅん         | 11月12日       | 1期    | 2012年12月 | 卒業      | スタジオライフ                  |                                                            |
| 前内孝文                  | まえうち たかふみ     | 1985年12月25日 | 1期    | 2012年12月 | 卒業      | ヒラタオフィス                  |                                                            |
| 与那嶺圭太                | よなみね けいた       | 1983年6月26日  | 1期    | 2012年12月 | 卒業      | サイトウルーム                  |                                                            |
| 三村昌也                  | みむら まさや         | 1988年12月12日 | 1期    | 2013年5月  | 脱退      | フライディ (モデル事務所)       |                                                            |
| 高橋優太                  | たかはし ゆうた       | 1984年5月31日  | 1期    | 2013年7月  | 卒業      | メリーゴーランド                |                                                            |
| 田野井強                  | たのい つよし         | 1986年9月10日  | 1期    | 2013年7月  | 卒業      | ギグマネジメントジャパン        |                                                            |
| 福山聖二                  | ふくやま せいじ       | 1990年9月17日  | 1期    | 2013年7月  | 卒業      | スターダストプロモーション      |                                                            |
| 飛磨                      | あすま                | 1988年8月21日  | 1期    | 2013年10月 | 脱退      | フライディ (モデル事務所)       |                                                            |
| 伊吹礼                    | いぶき れい           | 1995年4月17日  | 4期研  | 2013年12月 | 活動終了  | オフィスサカイ                  | 正規メンバーへの昇格見送り                                 |
| 江口祐貴                  | えぐち ゆうき         | 1997年10月26日 | 4期研  | 2013年12月 | 活動終了  | ステッカー                      | 正規メンバーへの昇格見送り                                 |
| 佐藤峻                    | さとう しゅん         | 1983年3月25日  | 1期    | 2013年12月 | 卒業      | 太田プロダクション              | 初代リーダー 年齢条件による卒業                            |
| 坂口りょう                | さかぐち りょう       | 1989年6月3日   | 2期    | 2014年2月  | 脱退      | ボックスコーポレーション        |                                                            |
| 元木諒                    | もとき りょう         | 1994年1月7日   | 1期    | 2014年2月  | 脱退      | 太田プロダクション              |                                                            |
| 川本稜                    | かわもと りょう       | 1993年9月11日  | 2期    | 2014年7月  | 脱退      | アトリエうみ                    | 体調不良のため脱退                                         |
| 木内健人                  | きのうち けんと       | 1989年8月3日   | 2期    | 2014年7月  | 卒業      | ジャンクション                  |                                                            |
| 佐々木源                  | ささき げん           | 1991年8月16日  | 4期    | 2014年7月  | 脱退      | アールスタイル                  |                                                            |
| 福本有希                  | ふくもと ゆうき       | 1990年5月12日  | 1期    | 2014年7月  | 卒業      | スターダストプロモーション      | PrizmaXメンバー                                            |
| 吉原シュート              | よしはら シュート     | 1985年9月30日  | 1期    | 2014年7月  | 卒業      | スターダストプロモーション      | SECRET GUYZメンバー                                        |
| 渡辺和貴                  | わたなべ かずき       | 1985年9月13日  | 3期    | 2014年7月  | 卒業      | JTBエンタテインメント           |                                                            |
| 久保慶太                  | くぼ けいた           | 1988年10月20日 | 3期    | 2014年12月 | 脱退      | えりオフィス                    | 研究生から昇格 元・強流-GOAL-メンバー 芸能界引退につき脱退 |
| 植田恭平                  | うえだ きょうへい     | 1989年7月4日   | 4期    | 2015年3月  | 脱退      | ジャスティスプロダクション      | 旧芸名・中井恭平                                           |

## 公演
出演者の太字は、主演もしくは公演チームリーダー・座長。
NAKED BOYZ ACTI「ハマリマン」
脚本：三田卓人・柳しゅうへい・金沢知樹
期間・会場：2010年11月5日 - 7日・新宿FACE
出演：岩崎・落合・木村・佐藤・高橋・武末・仲原・二宮・バーンズ・勇人・日和・福山・三村・吉原・与那嶺
NAKED BOYZ ACTII「BADMAN」
脚本：三田卓人・柳しゅうへい・金沢知樹
期間・会場：2011年7月29日 - 31日・新宿FACE
出演：飛磨・石毛・金子・岸田・木村・斎藤・坂口・田上・仲沢・二宮・藤沢・前内・松岡・三上・森・吉原
NAKED BOYZ ACTIII「神☆ヴォイス 〜Go!Go!Dreamers!!〜」
脚本：カニリカ
脚本協力：櫻井圭記
期間・会場：2012年3月6日 - 14日・MAKOTOシアター銀座
出演：飛磨・大矢・川本・久保・佐藤・篠谷・清水・田野井・仲沢・夏樹・服部・福本・松岡・元木・森・山沖
特別出演：梶裕貴（声の出演）・田中太郎・舟見和利・前田邦宏
NAKED BOYZ ACTIV「青木さん家の奥さん」
原作：内藤裕敬
脚本：カニリカ
期間・会場：2012年10月10日 - 14日・築地ブディストホール
出演：飛磨・岩崎・佐藤・仲沢・夏樹・服部・福山・松岡・森・吉原
NAKED BOYZ ACTV「佐川男子」
原案：『佐川男子』（飛鳥新社）
脚本：カニリカ
期間・会場：2013年5月15日 - 19日・築地ブディストホール
出演：飛磨・岩崎・大矢・川合・木村・久保・坂口・佐々木・高岡・丹野・仲沢・夏川・夏樹・服部・松岡・森・山沖
NAKED BOYZ ACTVI「オカマーズ9」
脚本・演出：マンボウやしろ
期間・会場：2013年10月8日 - 14日・神保町花月
出演：岩崎・植田・江口・川合・木村・坂口・夏樹・服部・松岡・元木・森
その他出演者：犬の心・シューレスジョー
NAKED BOYZ ACTVII「佐川男子1&2」
原案：『佐川男子』
脚本：カニリカ
期間・会場：2014年1月8日 - 13日・築地ブディストホール
出演：岩崎・植田・大矢・木村・久保・坂口・佐々木・高岡・仲沢・夏川・夏樹・松岡・森
特別出演：萩野崇
神保町花月 × NAKED BOYZ × L.A.F.U. 特別公演「クローゼットZERO」
脚本：LLR伊藤
期間・会場：2014年6月17日 - 22日・神保町花月
出演：岩崎・大矢・川合・左・高岡・丹野・仲沢・松岡・森
共演：L.A.F.U.（臼杵寛・柏瀬崇宏・河崎良侑・反橋宗一郎・竹村仁志・福井大将・細川優・細野哲平・村潤之介・森田優基・山川就史）
NAKED BOYZ ACTIX「CHANGING〜二つの行方」
脚本・演出：カニリカ
期間・会場：2014年12月3日 - 7日・築地ブディストホール
出演：大矢・川合・左・高岡・夏樹・松岡・森
特別出演：一徹（友情出演）・柏進
朗読劇「美男子劇場」
脚本・演出：カニリカ
期間・会場：2015年5月13日 - 17日・築地ブディストホール
出演：岩崎・大矢・清水・夏樹・松岡 / 佐藤
その他出演者：大口兼悟・佐藤永典・八神蓮 ほか

## 出演

### 映画
- ネイキッドボーイズショートムービー vol.1（2011年7月16日公開）

「自分生中継」
出演：篠谷・白水・福山・森・元木・辻本・二宮
おもな共演：藤江れいな（AKB48）・坂田彩
「最後のつぶやき」
出演：落合・武末・日和・岸田・佐藤
おもな共演：原嶺衣奈・相楽樹

### ラジオドラマ
- 美男子劇場（2014年10月 - 、JFNC）案内人：清水[46]
  - 「シルクのようになめらかに」（2014年10月）岩崎・大矢・清水・夏樹 / 佐藤[注 5][46]
  - 「ツキを呼ぶ男」（2015年1月）高岡
  - 「会議室で起きている」（2015年2月）植田・服部・松岡
  - 「青葉萌ゆ」（2015年3月）川合・木村
  - 「夢が如く」（2015年4月）森
  - 「ハニーのようにつややかに」（2015年6月）大矢・仲沢

### 配信・インターネット
- ネイキッドボーイズちゃんねる（2010年12月 - 2011年5月、ニコニコ生放送）

毎回4、5名が出演。特にイトーカンパニーグループ所属者（進行役が落合・白水・二宮など）が中心であった。
- ネイキッドボーイズスタジオ（2011年9月 - 2015年8月、アメーバスタジオ）

週替わりで毎回2名（企画により1名や3名の場合あり）が出演。
- 美男子界（2012年4月 - 2013年6月、NOTTV）

生放送。MCははんにゃ（レギュラー前の試験放送ではギンナナ）。
レギュラーは坂口・清水・服部・松岡。元レギュラーは佐藤（卒業）・篠谷（降板）。ロケ企画やレギュラー代理で飛磨・田野井・夏樹・森・渡辺などが出演。
- 禁断ガール（2013年 - 2015年、NOTTV）

VTR出演。

## 作品

### DVD
- The First Contact（2010年11月5日、ポニーキャニオン）
- ハマる男たち〜ハマリマンができるまで〜（2011年3月18日、ポニーキャニオン）
- NAKED BOYZ ACTIV「青木さん家の奥さん」（2012年）
- ダンス with 佐川男子（2014年6月25日、ソニー・ミュージックレコーズ）